# Наноантена

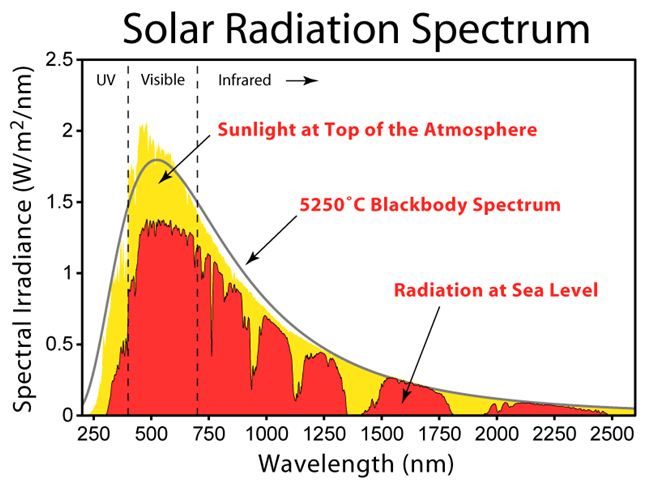
Мал. 1. Спектральна щільність опромінення сонячного світла. Червона область показує щільність опромінення на рівні моря. Провали в ній пояснюються поглинанням світла в атмосфері.

Наноантена (нантена) — пристрій перетворення сонячної енергії в електричний струм, побудований за принципом випрамляючої антени, але працює не в радіодіапазоні, а в оптичному діапазоні довжин хвиль електромагнітного випромінювання . Ідея використання антен для збору сонячної енергії була вперше запропонована Робертом Бейлі в 1972 році . Також ця ідея була запропонована Ніколою Теслою в патенті № 685,957 від 05.11.1901.
Можливе й інше, розширене трактування даного терміна, згідно з яким під наноантеною слід розуміти мініатюрну антену, габарити якої не перевищують сотень мікрон, а один з розмірів становить 100 і менше нанометрів. Прикладом такого роду наноантенн є диполі на основі нанотрубок, що забезпечують роботу з сигналами частотою кілька сотень ГГц.
Наноантена є колектором електромагнітного випромінювання, призначеним для поглинання енергії певної довжини хвилі, пропорційної розміру наноантени. На сьогодні Національна лабораторія штату Айдахо розробила наноантени для поглинання довжин хвиль в діапазоні 3-15 мкм, що відповідають енергії фотонів 0.08-0.4 еВ. На основі теорії антен наноантена може ефективно поглинути світло будь-якої довжини хвилі за умови, що розмір наноантени оптимізований під конкретну довжину хвилі. В ідеалі наноантени найкраще використовувати для поглинання світла на довжинах хвиль 0.4-1,6 мкм, тому що ці хвилі мають більшу енергію, ніж інфрачервоні (довгі хвилі), і вони складають близько 85 % сонячного спектра випромінювання (див. Рис. 1) .

## Історія
У 1973 році Роберт Бейлі разом з Джеймсом Флетчером отримали патент на «електромагнітний перетворювач хвиль». Запатентований пристрій був схожий на сучасні наноантени. У 1984 р Елвін Маркс отримав патент на пристрій, в описі якого явно вказано на використання субмікронних антен для прямого перетворення сонячної енергії в електричну. Пристрій Маркса показало істотні поліпшення ефективності в порівнянні з пристроєм Бейлі. У 1996 році Лінь Гуан Х. першим представив доповідь про резонансне поглинання світла на спеціально підготовлених наноструктурах і детектуванні світла з частотою у видимому діапазоні. У 2002 році фірма ITN Energy Systems опублікувала звіт про свою роботу з оптичними антенами в поєднанні з високочастотними діодами. ITN мала намір побудувати матрицю наноантенн з к. п. д. порядку декількох відсотків. Хоча вони не завершились успіхом, питання, пов'язані з побудовою високоефективних наноантен, знайшли краще розуміння. Дослідження наноантен тривають.

## Теорія наноантен
Теорія, що лежить в основі наноантенн, по-суті, така, що описує роботу випрямляючих антен (ректенн). Світло, що падає на антену, викликає коливання електронів в антені, що рухаються вперед-назад з тією ж частотою, що і вхідний потік світла. Це пов'язано з коливаннями електричного поля електромагнітної хвилі, що до нього входить. Рух електронів створює змінний струм в ланцюзі антени. Щоб перетворити змінний струм в постійний, потрібно зробити його детектування, яке зазвичай виконується за допомогою випрямного діода. Після такого перетворення постійний струм можна використовувати для живлення зовнішнього навантаження. Резонансна частота антени (частота, на якій система має найнижчий імпеданс, отже, найвищою ефективністю) росте лінійно з фізичними розмірами антени відповідно до простої теорією антен СВЧ, проте при її розрахунку слід враховувати квантові ефекти. Довжини хвиль сонячного спектра лежать в діапазоні приблизно від 0.3 до 2.0 мкм. Таким чином, для того, щоб випрямляюча антена була ефективним електромагнітним накопичувачем сонячного світла, вона повинна мати елементи розміром порядку сотень нанометрів.

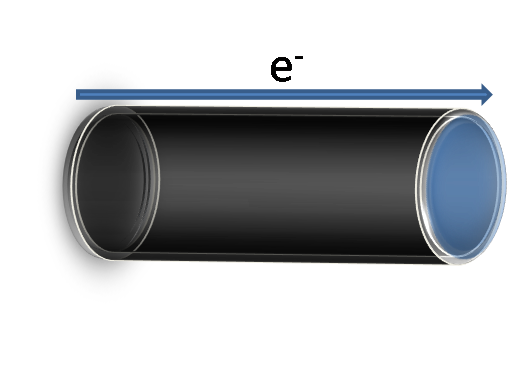
Мал. 2, що показує скін-ефект на високих частотах. Темна область показує потік електронів, у більш світлої частини електронного потоку практично немає.

Через спрощення, які використовуються в теорії типових випрямляючих антенах, є кілька складних моментів, які виникають під час обговорення наноантен. На частотах вище інфрачервоної ділянки спектра майже весь струм переноситься поблизу поверхні провідника, що зменшує ефективну площу поперечного перерізу провідника і призводить до збільшення опору. Цей ефект відомий як " скін-ефект ".
Іншим ускладненням зменшення розмірів є те, що діоди, які використовувались у великих ректенах не можуть працювати на терагерцових частотах без великих втрат потужності. Втрати потужності обумовлені впливом ємності переходу (відомої як паразитна ємність), якою володіють p-n переходи звичайних діодів і діодів Шотткі, через що вони можуть ефективно працювати тільки на частотах менше 5 ТГц. Ідеальним довжинах хвиль 0.4-1.6 мкм відповідають частоти приблизно 190—750 ТГц, що значно більше, ніж можливості традиційних діодів. Таким чином, для ефективного перетворення енергії потрібно використовувати альтернативні діоди. У сучасних пристроях наноантенн використовуються тунельні діоди на основі переходів метал-діелектрик-метал (МДМ). На відміну від діодів Шотткі, МДМ-діоди не мають паразитних ємностей, тому що вони працюють на основі електронного тунелювання. Завдяки цьому МДМ-діоди ефективно працюють на частотах близько 150 ТГц, що значно ближче до оптимальних частотах наноантенн.

## Переваги
Однією з найважливіших оголошених переваг наноантен є їх висока теоретична ефективність (ККД). У порівнянні з теоретичною ефективністю сонячних батарей, наноантени, судячи з усього, будуть мати значну перевагу.
Найбільш очевидною перевагою наноантен над напівпровідниковими фотоелементами є те, що можна досить легко розробити матриці наноантен, розрахованих на довільну частоту світла. Простим вибором розміру наноантени в матриці її резонансна частота може бути налаштована на поглинання певної довжини хвилі світла (шкала резонансної частоти приблизно лінійно залежить від розміру антени). Це велика перевага над напівпровідниковими сонячними батареями, так як в них для того, щоб змінити довжину хвилі світла, що поглинається, необхідно змінити ширину забороненої зони напівпровідника. А для того, щоб змінити ширину забороненої зони, напівпровідник повинен бути особливим чином легований, або потрібно взагалі використовувати інший напівпровідник.

## Обмеження і недоліки
Як зазначалося раніше, одним з основних обмежень наноантен є частота, на якій вони працюють. Висока частота світла в ідеальному діапазоні довжин хвиль робить використання типових діодів Шотткі непрактичним. Хоча МДМ-діоди показали перспективні можливості для використання в наноантенах, для забезпечення ефективної роботи на високих частотах необхідні нові прогресивні методи.
Іншим недоліком є те, що нинішні наноантени виробляються з використанням електронного променя (електронно-променева літографія). Цей процес повільний і досить дорогий, тому що паралельна обробка в електронно-променевої літографії є неможливою. Як правило, електронно-променева літографія використовується тільки в дослідницьких цілях, коли необхідно надзвичайно точний дозвіл для мінімального розміру елементів (як правило, близько декількох нанометрів). Однак, в даний час методи фотолітографії просунулися настільки, що стало можливим створювати мінімальні розміри елементів порядку десятків нанометрів, що дозволяє виробляти наноантени за допомогою фотолітографії.

## Виготовлення наноантен
Після доведення концепції були зроблені лабораторні зразки з кремнію з використанням стандартних методів виготовлення напівпровідникових інтегральних схем. Для виготовлення металевих структур матриці антен використовувалася електронно-променева літографія. Наноантенн складається з трьох основних частин: базової площини, оптичного резонатора і власне антени. Антена поглинає електромагнітні хвилі, базова площину відбиває світло у напрямку до антени, а оптичний резонатор відхиляє і концентрує світло теж у напрямку до антени за допомогою базової площини. Можливо також створення наноантен на основі нанотрубок.

### Метод літографії
У Національній лабораторії штату Айдахо при виготовленні своїх матриць наноантен використовувалися наступні кроки. На кремнієвій пластині була розміщена металева базова площина, на якій попередньо був розпорошений шар аморфного кремнію. Товщина обложеного шару кремнію становила близько чверті довжини хвилі світла. В якості самої антени наносилася тонка плівка марганцю разом з частотно-виборчою поверхнею з золота (поверхня діє як фільтр потрібної частоти). Після цього за допомогою електронно-променевої літографії через шаблон наносився резистивний шар. Золота плівка вибірково піддавалася травленню, а резистивний шар потім віддалявся.

### Рулонна технологія
При великих масштабах виробництва лабораторні етапи обробки, такі як електронно-променева літографія, занадто повільні і дороги. Тому був розроблений рулонний метод виробництва з використанням нової технології, в якому використовується еталонний шаблон. Цей еталонний шаблон служить для механічного «друку» точного малюнка на недорогій гнучкій підкладці. Еталонний шаблон використовується для створення металевих елементів петлі, видимих в лабораторному етапі обробки. Еталонний шаблон, виготовлений в Національній лабораторії Айдахо, складається приблизно з 10 мільярдів антенних елементів на 8-дюймової круглої пластині кремнію. За допомогою цього напівавтоматичного процесу Національна лабораторія Айдахо випустила велику кількість 4-дюймових квадратних карт. Потім ці карти об'єднувалися разом для отримання великого гнучкого листа з матрицею наноантен.

## Підтвердження концепції

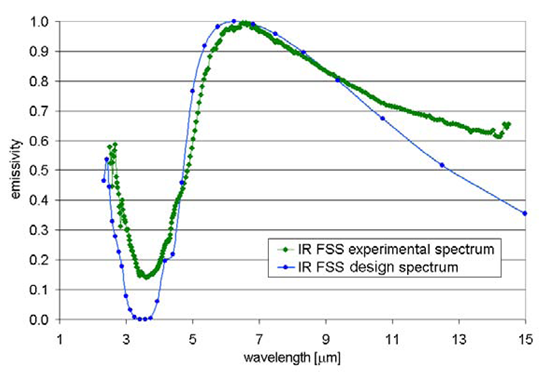
Мал. 3. Експериментальне та теоретичне випромінювання в залежності від довжини хвилі. Експериментальний спектр був визначений шляхом нагрівання наноантени до 200 ^{o} C і порівняння із спектром випромінювання абсолютно чорного тіла при 200 ^{o} C.

Доведення принципу роботи наноантени починалося з виробу на кремнієвій підкладці площею 1   см 2 , на якій за допомогою друку була нанесена решітка наноантени, що заповнює цю площу. Пристрій було протестовано за допомогою інфрачервоного світла в діапазоні від 3 до 15 мкм. Пік випромінювання виявився на довжині хвилі 6.5 мікрон і досягав термоемісійною ефективності 1. Термоемісійна ефективність 1 означає, що наноантена поглинає всі фотони певної довжини хвилі (в даному випадку 6.5 мкм), які падають на пристрій. Порівнюючи експериментальний і модельований спектри, ми бачимо, що експериментальні результати знаходяться в згоді з теоретичними очікуваннями (рис. 3). У деяких областях термоемісійна ефективність наноантени була нижче, ніж по теоретичними розрахунками, але в інших областях, а саме при довжині хвилі близько 3.5 мкм, пристрій поглинав світла більше, ніж очікувалося.
Після підтвердження концепції із застосуванням виробу на жорсткій підкладці з кремнію експеримент був повторений на зразку з гнучкої полімерної підкладки. Очікуваною довжиною хвилі для гнучкої підкладки було встановлено 10 мікрон. Початкові тести показали, що конструкція наноантени може бути переведена на полімерну підкладку, але для повної оптимізації характеристик необхідні подальші експерименти.

## Економіка
Наноантени дешевші, ніж фотоелементи. Матеріали і процеси обробки фотоелементів коштують досить дорого (більше $ 1000 за квадратний метр, при використанні кремнієвої підкладки). Що стосується наноантен, то Стівен Новак оцінив поточну вартість матеріалів від п'яти до десяти доларів за квадратний метр. При правильному виборі методів обробки та відповідних матеріалів, за його оцінками, загальна вартість масового виробництва буде досить низькою. Його прототип довжиною один фут вийшов з двохфутового листа пластику, в якому містилося золото вартістю близько 60 центів. Можливе зниження навіть цієї вартості, оскільки при виробництві можуть використовуватися інші матеріали: алюміній, мідь або срібло. У прототипі використовували кремнієву підкладку, отриману відомими методами обробки, але теоретично можуть застосовуватися і інші підкладки, потрібно тільки щоб базова площина мала правильну орієнтацію.

## Майбутні дослідження і цілі
В інтерв'ю Національному громадському радіо д-р Новак заявив, що коли-небудь наноантени будуть використовуватися для живлення автомобілів, зарядки стільникових телефонів і навіть для охолодження будинків. З приводу останнього Новак заявив, що системи охолодження будуть працювати, по-перше, як поглиначі інфрачервоного тепла, наявного в кімнаті, яке буде використовуватися для виробництва електроенергії, а ця електроенергія може бути використана для подальшого охолодження кімнати.
В даний час найбільша проблема пов'язана не з антеною, а з випрямлячем. Як повідомлялось вище, сучасні діоди не в змозі ефективно детектувати на частотах, які відповідають інфрачервоному і видимому світлі. Таким чином, потрібно створити випрямлячі, які могли б перетворити поглинене світло в корисну форму енергії. Наразі дослідники розраховують створити випрямляч, який зможе конвертувати близько 50 % поглиненого антеною випромінювання в енергію. Суттєвою проблемою є поліпшення однорідності параметрів діодів і зниження їх опору у відкритому вигляді. Ще одним напрямком досліджень є розробка процесу виробництва висококласної продукції для масового покупця. Потрібно вибрати і протестувати нові матеріали, які підійшли б для рулонної технології.
Іншим напрямком у використанні наноантен терагерцового діапазону частот є реалізація бездротових мереж на кристалі (Wireless network-on-chip, WNOC), що дозволить обійти обмеження класичних мереж щодо асінхронізму сигналів і проблеми їх затримок, а також забезпечить зв'язок між наномасштабними компонентами мікросхем і макрорівнем